# Rockfordina
Rockfordina es un género de foraminífero bentónico de la familia Hormosinellidae, de la superfamilia Hormosinelloidea, del suborden Hormosinina y del orden Lituolida. Su especie-tipo es Reophax lacrymosus. Su rango cronoestratigráfico abarca el Carbonífero.

## Discusión
Clasificaciones previas hubiesen incluido Rockfordina en la subfamilia Reophacinae, de la familia Hormosinidae, de la superfamilia Hormosinoidea, así como en el suborden Textulariina del orden Textulariida o en el orden Lituolida.

## Clasificación
Rockfordina incluye a las siguientes especies:
- Rockfordina bendensis
- Rockfordina lacrymosus